# Ilmenit
Ilmenit, auch als Titaneisen, Titaneisenerz oder unter seinem Synonym Menaccanit bekannt, ist ein häufig vorkommendes Mineral aus der Mineralklasse der „Oxide und Hydroxide“. Es kristallisiert im trigonalen Kristallsystem mit der chemischen Zusammensetzung FeTiO3 und entwickelt meist dicktafelige Kristalle, aber auch körnige bis massige Aggregate in schwarzer bis stahlgrauer Farbe und schwarzer Strichfarbe.
Ilmenit ist formal ein Gemisch mit einem Anteil von 48 % Eisen(II)-oxid und 52 % Titandioxid und sieht dem Magnetit sehr ähnlich. Es ist oft durch Beimengungen von Hämatit verunreinigt, mit dem sich bei hohen Temperaturen Mischkristalle bilden.

## Etymologie und Geschichte
Erstmals entdeckt wurde das Mineral im Tal Menaccan in Cornwall (England) und beschrieben 1791 von William Gregor. Bezeichnet wurde es zunächst nach seinem Fundort als Menaccanit (auch Menachanit, Menakanit oder Menakan).
Den bis heute gültigen Namen Ilmenit erhielt das Mineral erst 1827 von Adolph Theodor Kupffer (1799–1865), der nach der Analyse eines vom Berg Ilmen im Ilmengebirge im südlichen Ural stammenden Minerals feststellte, dass dieses kein Titanit war, wie zuvor angenommen, sondern eine neue Verbindung.

## Klassifikation
In der mittlerweile veralteten, aber noch gebräuchlichen 8. Auflage der Mineralsystematik nach Strunz gehörte der Ilmenit zur Mineralklasse der „Oxide und Hydroxide“ und dort zur Abteilung der „Oxide mit dem Stoffmengenverhältnis Metall : Sauerstoff = 2 : 3“, wo er als Namensgeber die „Ilmenitgruppe“ mit der System-Nr. IV/C.05 und den weiteren Mitgliedern Akimotoit, Brizziit, Ecandrewsit, Geikielith, Melanostibit und Pyrophanit bildete.
Die seit 2001 gültige und von der International Mineralogical Association (IMA) verwendete 9. Auflage der Strunz’schen Mineralsystematik ordnet den Ilmenit in die Klasse der „Oxide und Hydroxide“ und dort in die erweiterte Abteilung der „Oxide mit dem Stoffmengenverhältnis Metall : Sauerstoff = 2 : 3, 3 : 5 und vergleichbare“ ein. Diese Abteilung ist allerdings weiter unterteilt nach der Größe der beteiligten Kationen, so dass das Mineral entsprechend seiner Zusammensetzung in der Unterabteilung „Mit mittelgroßen Kationen“ zu finden ist, wo es zusammen mit Auroantimonat, Brizziit, Korund, Ecandrewsit, Eskolait, Geikielit, Hämatit, Karelianit, Melanostibit, Pyrophanit und Romanit die „Korundgruppe“ mit der System-Nr. 4.CB.05 bildet.
Auch die vorwiegend im englischen Sprachraum gebräuchliche Systematik der Minerale nach Dana ordnet den Ilmenit in die Klasse der „Oxide und Hydroxide“ und dort in die Abteilung der „Oxide“ ein. Hier ist er als Namensgeber der „Ilmenitgruppe“ mit der System-Nr. 04.03.05 und den weiteren Mitgliedern Geikielith, Pyrophanit, Ecundrewsit, Melanostibit, Brizziit-III und Akimotoit innerhalb der Unterabteilung der „Einfachen Oxide mit einer Kationenladung von 3+ (A2O3)“ zu finden.

## Kristallstruktur

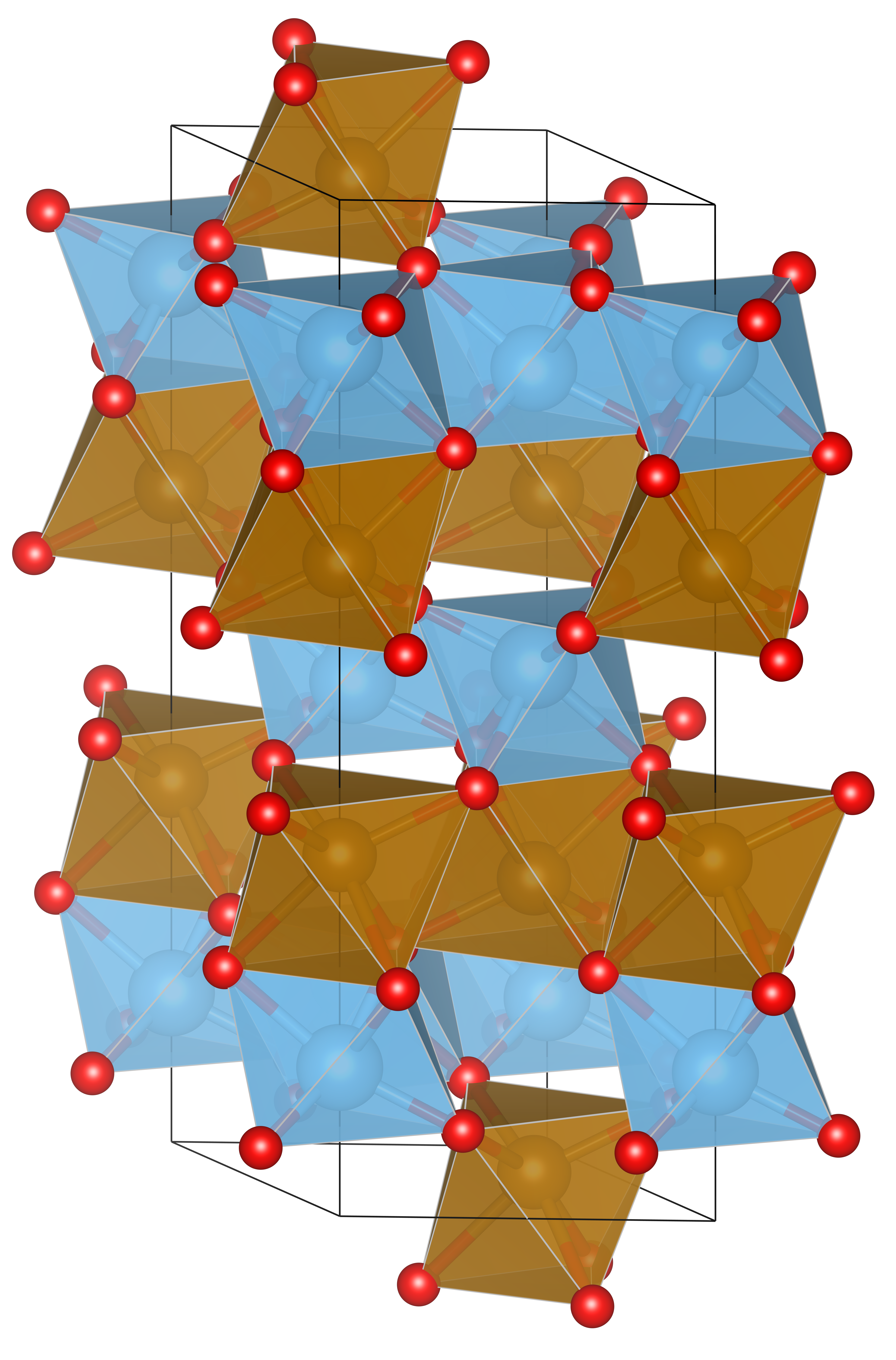
Kristallstruktur von Ilmenit

Ilmenit kristallisiert trigonal in der Raumgruppe R3 (Raumgruppen-Nr. 148) mit den Gitterparametern a = 5,09 Å und c = 14,09 Å sowie 6 Formeleinheiten pro Elementarzelle.

## Modifikationen und Varietäten
Iserin ist eine Ilmenit-Varietät, die erstmals in Form von losen, abgerollten Körnern auf der Iserwiese nahe der Gemeinde Jizerka in Tschechien gefunden wurde.

## Bildung und Fundorte

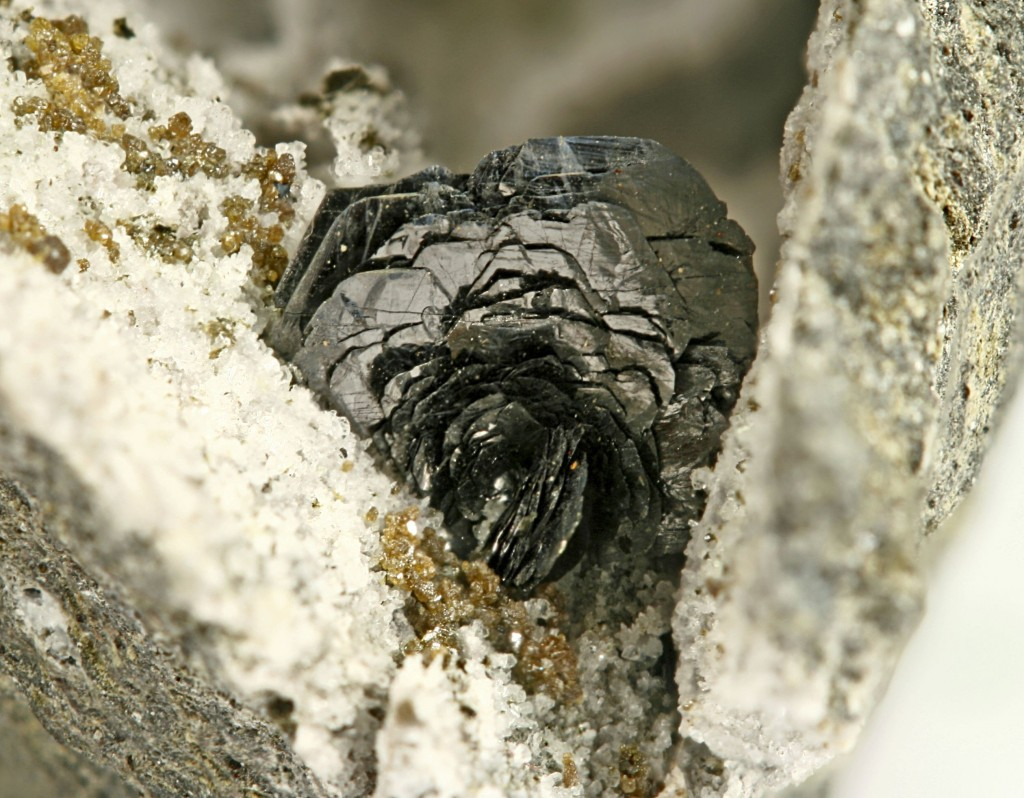
Ilmenitrose aus der Grube Buckwheat bei Franklin (New Jersey), USA

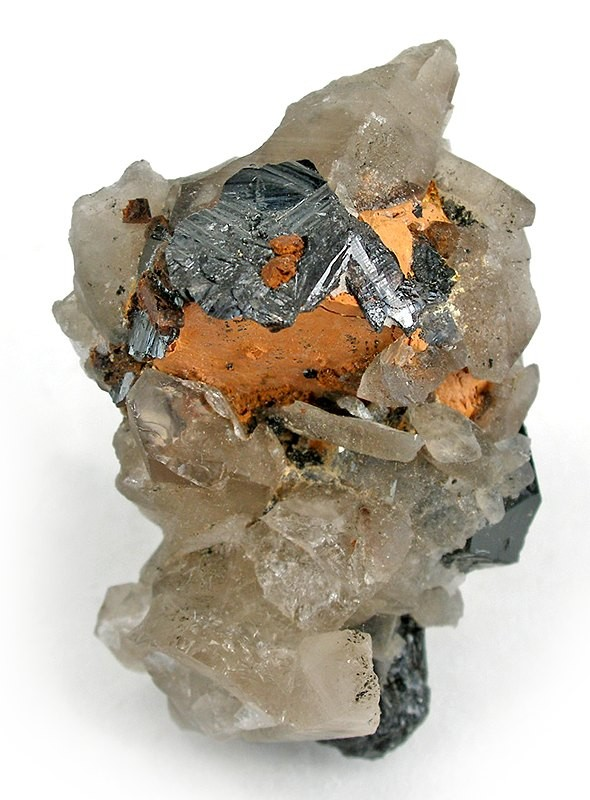
Ilmenit, Kassiterit und Rauchquarz vom Erongogebirge in Namibia

Ilmenit tritt als Bestandteil magmatischer Gesteine wie Gabbro und Diorit auf, daneben zuweilen auch in Quarzadern und vereinzelt in metamorphen Gesteinen. Als verwitterungsbeständiges Mineral lagert es sich zusammen mit Magnetit und Rutil als sogenannte Seife in Flusssanden ab.
Ilmenit ist sehr oft die vorherrschende Titan-Phase in den Amphiboliten, denn sein Stabilitätsfeld reicht bis in sehr hohe Temperaturen. Bei höheren Drucken ist das Mineral Rutil anzutreffen.
Als häufige Mineralbildung konnte Ilmenit bereits an vielen Orten nachgewiesen werden, wobei bisher (Stand 2017) über 5000 Fundorte bekannt sind. Neben seiner als Typlokalität geltenden Fundstätte am Berg Ilmen trat das Mineral in Russland noch an vielen weiteren Orten in Sibirien, der Fernöstlichen Republik, im nördlichen Kaukasus, in Nordwestrussland und im Ural auf.
Erwähnenswert aufgrund außergewöhnlicher Ilmenitfunde ist unter anderem Girardville in der kanadischen Provinz Québec, wo Ilmenit-Kristalle von bis zu 15 cm Größe entdeckt wurden. In den norwegischen Gemeinden Arendal und Kragerö traten bis zu 12 cm große Kristalle auf. Das ebenfalls in Norwegen liegende Hauge i Dalane gehört zudem zu den bedeutendsten Lagerstätten Europas.

Aus Miass im Ural wurden Kristallfunde von 10 cm Größe bekannt und das Schweizer Maderanertal ist bekannt für seine Ilmenitkristalle in Rosettenform ähnlich der Hämatitrosen. Ilmenitrosen finden sich allerdings auch an anderen Fundstätten wie z. B. in der Grube Buckwheat bei Franklin (New Jersey) in den Vereinigten Staaten (USA).
In Deutschland wurde das Mineral unter anderem im Schwarzwald, am Kaiserstuhl, in Kraichgau und im Odenwald in Baden-Württemberg; im Fichtelgebirge, in den Schwäbisch-Fränkischen Waldbergen, im Spessart, im Bayerischen Wald und der Oberpfalz in Bayern; im Odenwald und am Vogelsberg in Hessen; bei Cuxhaven, Güntersen und Bad Harzburg in Niedersachsen; im Siebengebirge in Nordrhein-Westfalen; in der Eifel in Rheinland-Pfalz; bei Orscholz und Eisen/Nohfelden im Saarland; im Erzgebirge, der Oberlausitz und im Vogtland in Sachsen; bei Barmstedt und Niendorf/Lübeck-Moisling in Schleswig-Holstein sowie bei Gera und im Thüringer Wald in Thüringen gefunden.
In Österreich fand sich Ilmenit unter anderem am Pauliberg und im Bezirk Oberwart im Burgenland; an vielen Orten in Kärnten und der Steiermark; im Mostviertel, im Waldviertel und bei Spitz in Niederösterreich; an vielen Orten in den Hohen Tauern in Salzburg; in Nord- und Osttirol sowie bei Schärding und Plöcking in Oberösterreich.
In der Schweiz wurde das Mineral außer im Maderanertal noch an mehreren Orten der Kantone Graubünden, Tessin und Wallis sowie im Gadmertal und der Gemeinde Guttannen im Kanton Bern, bei Entlebuch im Kanton Luzern gefunden.
Weitere Fundorte liegen unter anderem noch in Afghanistan, Ägypten, Algerien, Angola, der östlichen Antarktis, in Argentinien, Armenien, Äthiopien, Australien, Bangladesch, Belgien, Bolivien, Botswana, Brasilien, Bulgarien, Burkina Faso, Chile, China, Ecuador, Eswatini, Fidschi, Finnland, Frankreich, Französisch-Guayana, Französisch-Polynesien, die französische Antilleninsel Martinique, Gabun, Ghana, Griechenland, Grönland, Guatemala, Guinea, Honduras, Indien, Indonesien, Iran, Irland, Israel, Italien, Japan, Kambodscha, Kamerun, Kanada, auf der Kanalinsel Jersey, Kasachstan, Kenia, Kolumbien, der Demokratischen Republik Kongo, Korea, Kuba, Lesotho, Libyen, Madagaskar, Malawi, Malaysia, Marokko, Mauretanien, Nordmazedonien, Mexiko, der Mongolei, in Montserrat, Myanmar, Namibia, Nepal, Neuseeland, Nigeria, Oman, Pakistan, Panama, Papua-Neuguinea, Paraguay, Peru, Polen, Portugal, Rumänien, Sambia, Schweden, Simbabwe, der Slowakei, in Slowenien, Spanien, Südafrika, Sri Lanka, Surinam, Taiwan, Tadschikistan, Tansania, Thailand, im Tschad, Tschechien, der Türkei, in Uganda, der Ukraine, in Ungarn, Usbekistan, Venezuela, im Vereinigten Königreich (Großbritannien), den Vereinigten Staaten von Amerika (USA) und in Vietnam.
Auch in Gesteinsproben vom Mittelatlantischen Rücken, vom Südwestindischen Rücken und der südkalifornischen Küste sowie außerhalb der Erde auf dem Mond in der Nähe der Landebasen von Apollo 11, 14 und 17 sowie Luna 16 und 20 konnte Ilmenit nachgewiesen werden.

## Verwendung

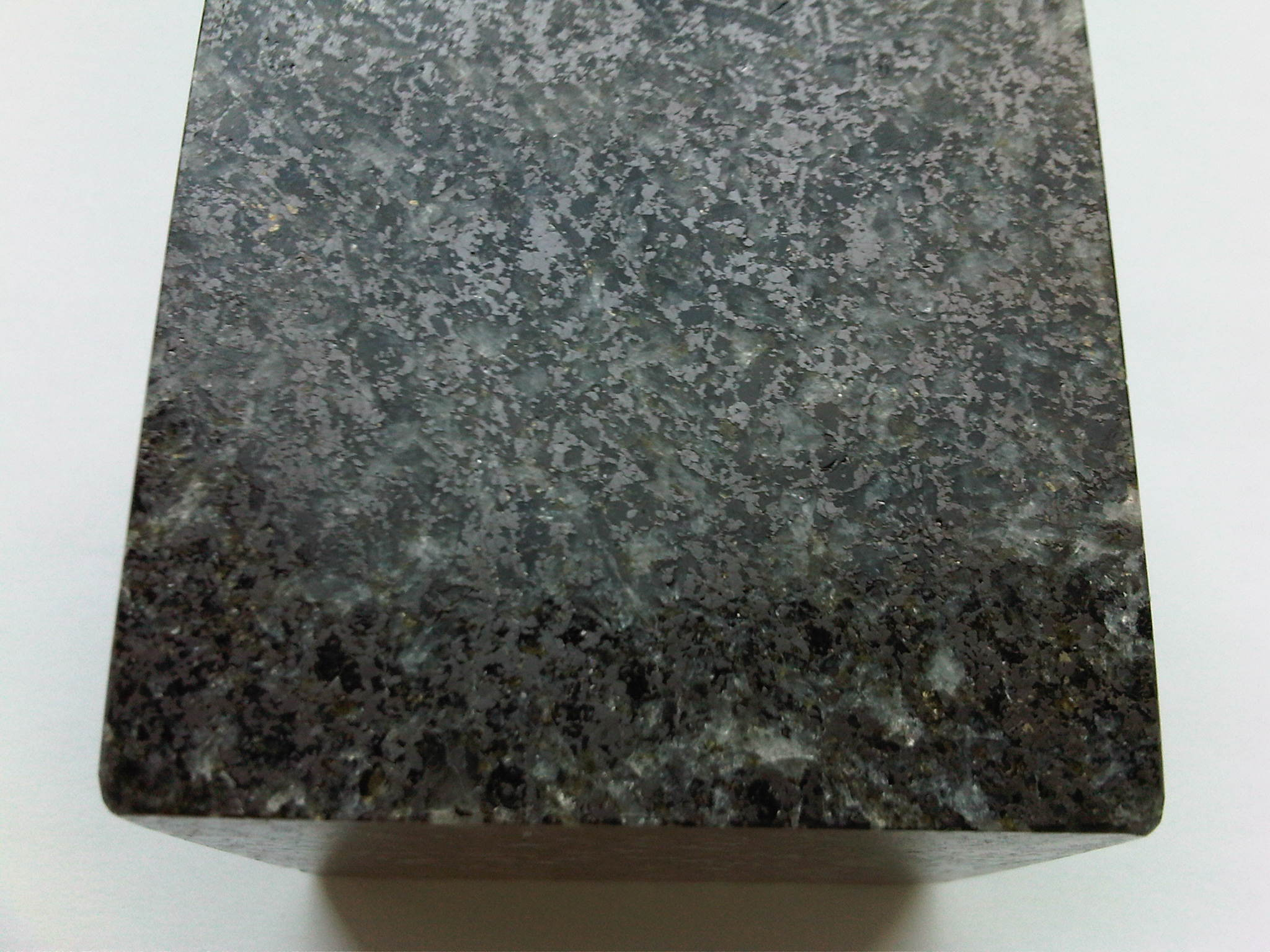
Ilmenithaltiges Erz, geschliffen und poliert

Ilmenit ist das bedeutendste Titan-Mineral. In der Titandioxid-Herstellung wurden im Jahr 2011 rund 47 % der globalen Nachfrage durch Ilmenit gedeckt, im Jahr 2020 waren es sogar schon 90 % bei einer Gesamtmenge von ca. 8 Millionen Tonnen (TiO2-Gehalt). Aus China, Südafrika, Mosambik und Kanada stammen zwei Drittel der gesamten Jahresproduktion dieses Minerals. Einen Überblick gibt die folgende Tabelle:
| Land                 | 2019                        | 2020                        |
|                      | (in Tonnen als TiO2-Gehalt) | (in Tonnen als TiO2-Gehalt) |
| -------------------- | --------------------------- | --------------------------- |
| Australien           | 840.000                     | 480.000                     |
| Brasilien            | 25.000                      | 34.000                      |
| Volksrepublik China  | 2.300.000                   | 2.800.000                   |
| Indien               | 162.000                     | 174.000                     |
| Kanada 1             | 680.000                     | 595.000                     |
| Kenia                | 210.000                     | 201.000                     |
| Madagaskar 1         | 280.000                     | 254.000                     |
| Mosambik             | 590.000                     | 965.000                     |
| Norwegen             | 400.000                     | 444.000                     |
| Senegal              | 310.000                     | 300.000                     |
| Südafrika 1          | 1.100.000                   | 1.020.000                   |
| Ukraine              | 490.000                     | 464.000                     |
| Vietnam              | 160.000                     | 138.000                     |
| Vereinigte Staaten 2 | 100.000                     | 100.000                     |
| Gesamt (gerundet)    | 7.700.000                   | 8.000.000                   |

Wissenschaftler um den Geologen James B. Garvin vom Goddard Space Flight Center vermuten, dass Ilmenit in signifikanten Mengen auch auf dem Mond vorkommt, und hoffen, es dort zur Herstellung von Sauerstoff für eine eventuelle Mondbasis zu verwenden.
Infrarotaufnahmen durch das Hubble-Weltraumteleskop vom Jahr 2005 in der Mondregion um den Aristarchus-Krater zeigen starke Indizien für größere Ilmenitvorkommen.
Ilmenit ist einer der Hauptausgangsstoffe für die Herstellung von Titandioxid sowohl nach dem Chloridverfahren als auch nach dem Sulfatverfahren.